# Ghulam
|  | Aquest article tracta sobre un personatge religiós i sobre el mot àrab per dir "esclau". Vegeu-ne altres significats a «Ghulam (pel·lícula)». |

Un ghulam (àrab: غلام, ḡulām), en plural ghilman (àrab: غلمان, ḡilmān) o també ghulams, és, segons l'islam, un jove servent immortal del Paradís que, amb les seves complementàries femenines anomenades hurís, estarà al servei dels musulmans justos. La promesa d'aquesta recompensa es repeteix quatre vegades en l'Alcorà.

## Accepció secular
A Pèrsia i a l'Imperi Otomà els ghulams foren soldats esclaus. Derivaven dels sassànides on eren esclaus dels reis i generals i a partir dels abbàssides foren inclosos a l'exèrcit. Generalment eren d'origen turc i lluitaven a cavall; eren celibataris i per això els que van aconseguir el poder no van poder establir dinasties (l'única excepció foren els gaznàvides originada en els ghilman dels samànides)
Van tenir especial importància a la Pèrsia safàvida on van arribar a constituir un element essencial de l'exèrcit. Els ghulams a Pèrsia els formaven cristians georgians, armenis o circassians fets presoners i foren utilitzats com a guàrdia personal esdevenint un cos militar lleial per damunt de tot al sobirà; encara que existien aïlladament des del segle xiii, com a cos els va crear Abbas I el Gran (1571-1629) com a contrapès als soldats kizilbaixis turcofons d'afiliació tribal que fins aleshores eren la columna vertebral de l'exèrcit. No tots els ghulams de Pèrsia eren eunucs. Van arribar al seu cim amb Allahverdi Khan (1595) i el 1629 controlaven una cinquena part dels llocs de l'administració i la seva influència encara va créixer. El seu comandant era el qollar-āqāsī i el tofanġčī-āqāsī era el comandant dels mosqueters, i estaven entre els sis càrrecs principals de la Pèrsia safàvida.